# كيم كيلسن
كيم كيلسن (من مواليد 30 نوفمبر 1966)(بالدنماركية: Kim Kielsen) هو سياسي جرينلاندي شغل منصب زعيم حزب سيوموت ورئيس وزراء جرينلاند السادس بين عامي 2014 و2021. كيم كيلسن متزوج من جوديث كيلسن ولديهما طفلان.

## روابط خارجية
- كيم كيلسن على موقع مونزينجر (الألمانية)